# Melindre
Le melindre est une friandise caractéristique de la cuisine galicienne, avec une forme similaire à celle d'un beignet mais plus petite. Il se caractérise par sa plus petite taille et le bain de sirop de sucre dont son extérieur est couvert et avec lequel il acquiert une couche blanche consistante.

## Caractéristiques générales

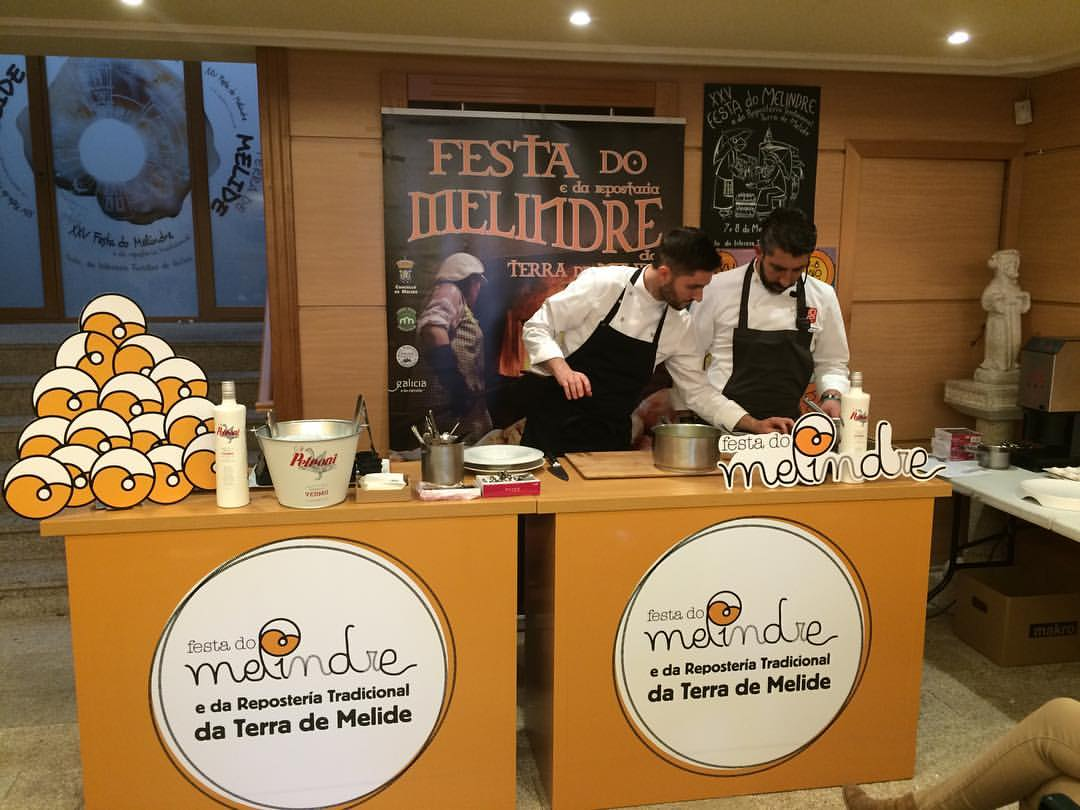
Présentation de Xoán Crujeiras au festival du melindre et de la confiserie traditionnelle à Melide.

Les ingrédients utilisés sont du beurre, de la farine, des œufs, du sucre et éventuellement de l'anis. La pâte est faite en mélangeant les ingrédients ; la préparation est ensuite divisée en morceaux et façonnée. On met à cuire au four jusqu'à ce que les gâteaux prennent une couleur pas trop foncée. On les laisse bien refroidir avant de les baigner dans un sirop d'eau et de sucre. C'est ce sirop qui polit les friandises et leur donne leur aspect caractéristique. Ils peuvent se conserver un mois.